# Guusje Steenhuis
Guusje Steenhuis (* 27. Oktober 1992 in Grave) ist eine niederländische Judoka. Sie war Weltmeisterschaftszweite 2018 sowie Weltmeisterschaftsdritte 2021 und 2023 im Halbschwergewicht, der Gewichtsklasse bis 78 Kilogramm.

## Sportliche Karriere
Guusje Steenhuis nahm bereits 2007 an internationalen Jugendturnieren teil. 2010 gewann sie Silber bei den U20-Europameisterschaften. Im gleichen Jahr wurde sie bei den niederländischen Meisterschaften Zweite hinter Marhinde Verkerk. 2011 gewann sie bei den U20-Europameisterschaften und belegte bei den U20-Weltmeisterschaften den dritten Platz. Bei den niederländischen Meisterschaften belegte sie wie im Vorjahr den zweiten Platz, diesmal hinter Jennifer Kuijpers. 2012 gewann sie ihren ersten niederländischen Meistertitel, 2013 folgte der zweite Sieg. Bei den U23-Europameisterschaften gewann sie 2013 eine Bronzemedaille. 2014 belegte sie den fünften Platz bei den Europameisterschaften, nachdem sie im Viertelfinale gegen die Deutsche Luise Malzahn verloren hatte.
Im Mai 2015 gewann Guusje Steenhuis in Baku ihr erstes Grand-Slam-Turnier. Einen Monat später wurden ebenfalls in Baku im Rahmen der Europaspiele 2015 die Judo-Europameisterschaften ausgetragen. Steenhuis unterlag im Viertelfinale Luise Malzahn. Mit Siegen über die Ukrainerin Victoriia Turks und die Französin Audrey Tcheuméo sicherte sich die Niederländerin eine Bronzemedaille. Ein Jahr später erreichte sie bei den Europameisterschaften 2016 in Kasan mit einem Sieg über die Britin Natalie Powell das Finale, dort unterlag sie Audrey Tcheuméo und erhielt die Silbermedaille. Im März 2017 gewann Steenhuis zum dritten Mal in Folge das Grand-Slam-Turnier in Baku. Bei den Europameisterschaften 2017 in Warschau besiegte sie wie im Vorjahr im Halbfinale Natalie Powell und verlor das Finale gegen Audrey Tcheuméo. 2018 wurden die Weltmeisterschaften in Baku ausgetragen. Steenhuis bezwang im Halbfinale die Chinesin Ma Zhenzhao. Im Finale verlor sie gegen die Japanerin Shori Hamada. 2019 fanden die Europameisterschaften, wie vier Jahre zuvor, im Rahmen der Europaspiele 2019 statt, Austragungsort war diesmal Minsk. Steenhuis bezwang im Halbfinale Marhinde Verkerk und unterlag im Finale der Slowenin Klara Apotekar. Damit gewann Guusje Steenhuis nach 2016 und 2017 zum dritten Mal die Silbermedaille bei Europameisterschaften.
Zwei Jahre später bei den Europameisterschaften 2021 in Lissabon bezwang sie im Viertelfinale ihre Landsfrau Marhinde Verkerk und im Halbfinale die Kosovarin Loriana Kuka. Im Finale unterlag sie der Polin Beata Pacut. Anderthalb Monate später gewann sie im Viertelfinale der Weltmeisterschaften in Budapest gegen die Israelin Inbar Lanir. Nach ihrer Halbfinalniederlage gegen die Französin Madeleine Malonga gewann sie den Kampf um Bronze gegen Marhinde Verkerk. Bei den Olympischen Spielen in Tokio verlor Steenhuis im Viertelfinale gegen die Südkoreanerin Yoon Hyun-ji und belegte letztlich den siebten Platz.
2022 erreichte Steenhuis das Finale bei den Europameisterschaften in Sofia und erhielt die Silbermedaille hinter der Deutschen Alina Böhm. Bei den Weltmeisterschaften in Taschkent schied Steenhuis im Achtelfinale gegen die Italienerin Giorgia Stangherlin aus. Ein halbes Jahr später bei den Weltmeisterschaften 2023 in Doha besiegte Steenhuis im Viertelfinale Alina Böhm und unterlag im Halbfinale der Französin Audrey Tcheuméo. Mit einem Sieg über die Chinesin Ma Zhenzhao sicherte sich Steenhuis eine Bronzemedaille. Bei den Europameisterschaften 2023 in Montpellier verlor Steenhuis im Halbfinale gegen die Deutsche Alina Böhm und im Kampf um Bronze gegen die Portugiesin Patrícia Sampaio. Ein halbes Jahr später bei den Europameisterschaften 2024 in Zagreb wurde Steenhuis Siebte. Einen Monat später schied sie bei den Weltmeisterschaften in Abu Dhabi im Achtelfinale gegen die Britin Emma Reid aus. Bei den Olympischen Spielen 2024 in Paris erreichte Steenhuis den siebten Platz.